# Željuša (Dimitrovgrad)
Pour les articles homonymes, voir Željuša.
Željuša (en serbe cyrillique : Жељуша ; en bulgare : Желюша) est une localité de Serbie située dans la municipalité de Dimitrovgrad, district de Pirot. Au recensement de 2011, elle comptait 1 308 habitants.
Željuša, officiellement classée parmi les villages de Serbie, est située à proximité de la route européenne E80.

## Démographie

### Évolution historique de la population
| 1948 | 1953 | 1961 | 1971 | 1981  | 1991  | 2002  | 2011  |
| ---- | ---- | ---- | ---- | ----- | ----- | ----- | ----- |
| 476  | 454  | 490  | 850  | 1 391 | 1 442 | 1 394 | 1 308 |

|  |